# 三板桥乡
三板桥乡，是中华人民共和国江西省萍乡市莲花县下辖的一个乡镇级行政单位。

## 行政区划
三板桥乡下辖以下地区：
清水村、田南村、棠市村、湖边村、三板桥村、镇背村、桥头村和山口垄村。